# 賀芬咸1899體育會
賀芬咸1899體育會（德語：TSG 1899 Hoffenheim，全稱賀芬咸1899體操及運動會，又稱賀芬咸或賀芬咸足球會）是德國巴登-符腾堡辛斯海姆市霍芬海姆的足球會。2007年決定採用「1899 Hoffenheim」作為隊名的簡稱，代替傳統的「TSG Hoffenheim」，現時在德國足球甲級聯賽參賽。

## 球會歷史
現代的賀芬咸是由於1899年7月1日成立的「賀芬咸體操會」（Turnverein Hoffenheim）及於1921年成立的「賀芬咸足球會」（Fußballverein Hoffenheim）在1945年合併而成。1989年，从國內第七級的「巴登-符腾堡甲級聯賽」（Baden-Württemberg A-Liga）降级到第八级的赛事。1990年，曾在賀芬咸青年隊受訓的霍普作為歐洲最大的軟件企業SAP共同創辦人之一，收购并投資賀芬咸，成績立竿見影，在1996年已升上第五級的「北巴登聯邦聯賽」（Verbandsliga Nordbaden）；在2000年獲得「北巴登聯邦聯賽」冠軍而升級上第四級的「巴登-符腾堡上級聯賽」（Oberliga Baden-Württemberg）；翌年再獲冠軍晉升到第三級的地区联赛（南部赛区）（Regionalliga Süd）。在地區聯賽的首個賽季（2001/02年）只能以第13位完成，接著連續兩年排第5位，2004/05年稍跌到第7位，翌年即反彈升上第4位。 
賀芬咸於2003/04年首次亮相德国足协杯，先後淘汰德乙的和睦特里尔及卡尔斯鲁厄、德甲的勒沃库森，晉級八強才被德乙的吕贝克1-0擊敗而出局。
而合併賀芬咸、沃尔多夫（FC Astoria Walldorf）及桑德豪森，組成一支名為「海德堡06」（FC Heidelberg 06）的新球隊的商討，因後兩者的反對而於2005年放棄，其中主因是新球隊的主場位於海德堡或埃珀尔海姆未能取得共識。
由2000年開始，獲得SAP公司創始人霍普不斷注資。賀芬咸開始擴張，於2006年增聘具德甲經驗的球員及教練，包括曾任教斯图加特、汉诺威及沙尔克04的朗尼克出任主教練，簽約五年，而球員則有塞茨及马里奇等。投資獲得回報，賀芬咸獲得2006/07年地区联赛（南部赛区）亞軍，升級德乙。2007/08年球季收官日以5-0擊敗格雷特霍夫，壓倒已獲升級資格的科隆獲得亞軍，連續兩升級到頂級聯賽的德甲角逐。在2008-09賽季德甲聯賽中，霍芬海姆上半程表現驚人，取得了半程冠軍，不過進入下半賽季後球隊卻因飽受傷兵困擾連續不勝，排名也因此大幅滑坡，最終排名聯賽第七位。

## 主場球場
賀芬咸曾採用建於1999年的迪特马尔·霍普运动场（Dietmar Hopp Stadion）作為主場球場，可以容納5,000名觀眾，其中1,620個為坐席。
2006年賀芬咸的管理層決定興建全新30,500座的莱茵-内卡竞技场（Rhein-Neckar-Arena），球場的規格適合舉行德甲比賽。原定選址海德堡，因未能就環保與當地政府達成協議。最終在人口只有35,000人的辛斯海姆（Sinsheim）找到合適地點興建新球場，位於「辛斯海姆汽車和技術博物館」（Auto- und Technikmuseum Sinsheim）的對面，於2007年5月25日動工，預計2009年1月建成啟用。新球場可能成為2011年女子世界盃的比賽球場之一。
在德甲首季的前半程採用位於曼海姆的卡尔·本茨体育场（Carl-Benz-Stadion），可容26,022人。2009年，莱茵-内卡竞技场正式启用，造價6,000萬歐元，霍芬海姆队在2009年第一场德甲联赛主场比赛中以2-0击败科特布斯，赢得新主场开门红。
2011年7月22日，霍芬海姆俱乐部在官方网站宣布，俱乐部与德国著名太阳能能源科技企业沃尔索太阳能公司成为商业合作伙伴，合约时间为期三年。在这三年里，霍芬海姆俱乐部主场莱茵-内卡竞技场将被冠名为沃尔索·莱茵-内卡竞技场。

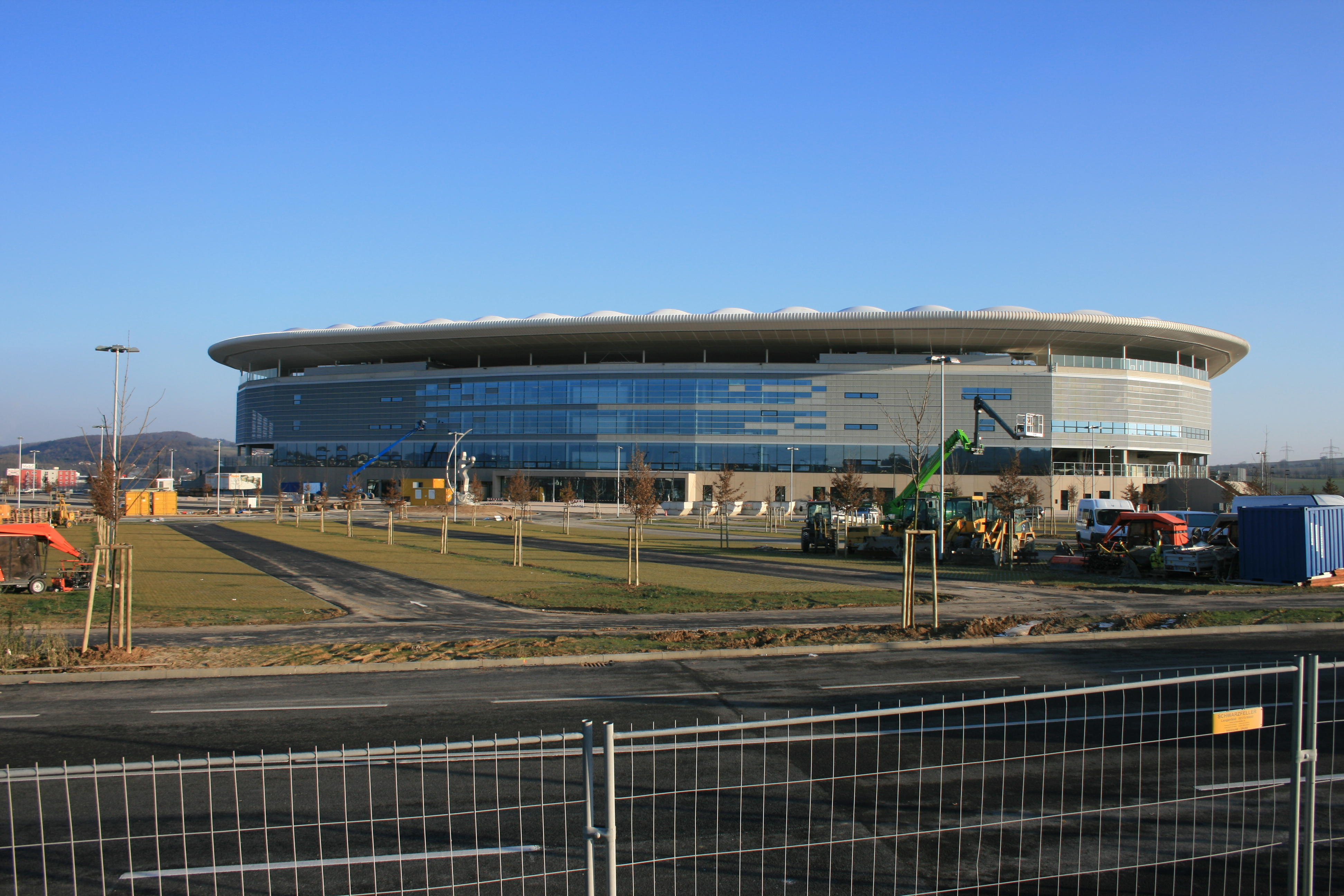
新莱茵-内卡竞技场
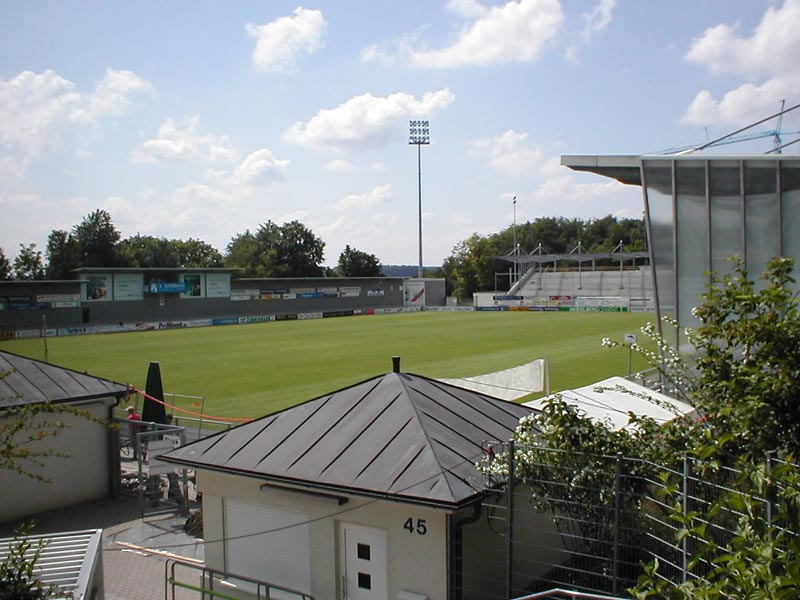
舊迪特马尔·霍普运动场

## 球員名單（2025/26）
1. 粗體字為新加盟球員（青年隊提升不計）。
2. 者為傷患球員。
3. 2025年夏季轉會窗（英语：List of German football transfers summer 2025）：6月1日至10日，6月16日至9月1日[6]。

### 現役球員
| 號碼  | 國籍                 | 球員                                 | 位置     | 年齡  | 加盟年份 | 前屬球會     | 轉會費      |
| 門 將 | 門 將                | 門 將                                | 門 將    | 門 將 | 門 將    | 門 將        | 門 將       |
| ----- | -------------------- | ------------------------------------ | -------- | ----- | -------- | ------------ | ----------- |
| 1     | 德国                 | （Oliver Baumann）                   | 門將     | 35    | 2014     | 弗赖堡       | 550萬歐元   |
| 36    | 冰岛                 | 盧卡斯·彼得森（Lúkas Petersson）     | 門將     | 21    | 2024     | 青年隊       | --          |
| 37    | 德国                 | 卢卡·（Luca Philipp）                | 門將     | 24    | 2020     | 青年隊       | --          |
| 後 衛 |                      |                                      |          |       |          |              |             |
| 2     | 捷克                 | 羅賓·赫拉納奇（Robin Hranáč）        | 中后卫   | 25    | 2024     | 柏辛域陀尼亞 | 800萬歐元   |
| 3     | 捷克                 | （Pavel Kadeřábek）                  | 右后卫   | 33    | 2015     | 布拉格斯巴達 | 350萬歐元   |
| 4     | 德国                 | 蒂姆·德雷克斯勒（Tim Drexler）       | 后卫     | 20    | 2024     | 青年隊       | --          |
| 5     | 土耳其               | 奧贊·卡巴克（Ozan Kabak）                | 中后卫   | 25    | 2022     | 沙尔克04     | 700萬歐元   |
| 13    | 巴西                 | 贝尔纳多（Bernardo）                 | 中后卫   | 30    | 2025     | 波鸿         | 自由轉會    |
| 15    | 法國                 | 瓦倫丁·根德雷（Valentin Gendrey）    | 右后卫   | 25    | 2024     | 萊切         | 850萬歐元   |
| 19    | 捷克                 | （David Jurásek）                    | 左后卫   | 25    | 2024     | 本菲卡       | 50萬歐元    |
| 25    | 奈及利亞             | （Kevin Akpoguma）                   | 中后卫   | 30    | 201      | 卡尔斯鲁厄   | 100萬歐元   |
| 28    | 日本                 | 町田浩樹（Koki Machida）             | 中后卫   | 27    | 2025     | 聖基萊斯聯   | 475萬歐元   |
| 34    | 法國                 | （Stanley Nsoki）                    | 中后卫   | 26    | 2022     | 布魯日       | 1,200萬歐元 |
| 35    | 巴西                 | 阿瑟·查維斯（Arthur Chaves）         | 中后卫   | 24    | 2024     | 維塞烏學院   | 無透露      |
| 中 場 |                      |                                      |          |       |          |              |             |
| 6     | 德国                 | （Grischa Prömel）                   | 正中场   | 30    | 2022     | 柏林联盟     | 自由轉會    |
| 7     | 瑞士                 | 莱昂·阿夫杜拉于（Leon Avdullahu）    | 防守中場 | 21    | 2025     | 巴塞爾       | 800萬歐元   |
| 8     | 德国                 | 丹尼斯·基格（Dennis Geiger）             | 正中场   | 27    | 2016     | 青年隊       | --          |
| 10    | 德国                 | 穆罕默德·达马（Muhammed Damar）      | 中场     | 21    | 2025     | 法兰克福U21  | 50萬歐元    |
| 17    | 德国                 | （Umut Tohumcu）                     | 正中场   | 21    | 2023     | 青年隊       | --          |
| 18    | 马里                 | （Diadie Samassékou）                | 防守中场 | 29    | 2019     | 薩爾斯堡紅牛 | 1,250萬歐元 |
| 20    | 德国                 | （Finn Ole Becker）                  | 正中场   | 25    | 2022     | 聖保利       | 自由轉會    |
| 22    | 奥地利               | 亞歷山大·普拉斯（Alexander Prass）   | 左中场   | 24    | 2024     | 格拉茨       | 1,200萬歐元 |
| 31    | 奥地利               | （Florian Grillitsch）               | 中场     | 30    | 2023     | 阿贾克斯     | 自由轉會    |
| 前 鋒 |                      |                                      |          |       |          |              |             |
| 9     | 多哥                 | 伊拉斯·比布（Ihlas Bebou）               | 中鋒     | 31    | 2019     | 汉诺威96     | 900萬歐元   |
| 14    | 奈及利亞             | 吉夫特·奧爾班（Gift Orban）          | 中鋒     | 23    | 2025     | 里昂         | 900萬歐元   |
| 19    | 德国                 | 蒂姆·伦珀尔（Tim Lemperle）          | 中鋒     | 23    | 2025     | 科隆         | 自由轉會    |
| 21    | 德国                 | （Marius Bülter）                    | 左翼     | 32    | 2023     | 沙尔克04     | 300萬歐元   |
| 23    | 捷克                 | （Adam Hložek）                      | 輔鋒     | 23    | 2024     | 利華古遜     | 1,800萬歐元 |
| 26    | 波斯尼亚和黑塞哥维那 | 哈里斯·塔巴科維奇（Haris Tabakovic） | 中鋒     | 31    | 2024     | 柏林赫塔     | 500萬歐元   |
| 27    | 克罗地亚             | （Andrej Kramarić）                  | 中鋒     | 34    | 2016     | 莱斯特城     | 1,100萬歐元 |
| 29    | 科特迪瓦             | 巴祖馬納·圖雷（Bazoumana Touré）     | 左翼     | 19    | 2025     | 哈馬比       | 1,000萬歐元 |
| 32    | 德国                 | 梅爾吉姆·巴里沙（Mërgim Berisha）          | 前鋒     | 27    | 2023     | 奥格斯堡     | 1,400萬歐元 |
| 33    | 德国                 | 馬克斯·莫爾施泰特（Max Moerstedt）   | 中鋒     | 19    | 2024     | 青年隊       | -           |

1. ↑  租借1.5季(23/24下及24/25)，後買斷
2. ↑  另浮動條款200萬歐元
3. ↑  租借下半季(15/16)，後買斷

### 外借球員
| 號碼             | 國籍             | 球員                                | 位置             | 年齡             | 加盟年份         | 外借球會         | 外借球季         |
| 2025年夏季轉會窗 | 2025年夏季轉會窗 | 2025年夏季轉會窗                    | 2025年夏季轉會窗 | 2025年夏季轉會窗 | 2025年夏季轉會窗 | 2025年夏季轉會窗 | 2025年夏季轉會窗 |
| ---------------- | ---------------- | ----------------------------------- | ---------------- | ---------------- | ---------------- | ---------------- | ---------------- |
| 31               | 德国             | （Bambasé Conté）                   | 前鋒             | 22               | 2023             | 埃爾弗斯貝格     | 25/26球季        |
| 36               | 德国             | （Nahuel Noll）                     | 門將             | 22               | 2021             | 汉诺威96         | 25/26球季        |
| 41               | 匈牙利           | （Attila Szalai）                   | 后卫             | 27               | 2023             | 卡森柏沙         | 25/26球季        |
| 53               | 土耳其           | 埃伦詹·雅迪米奇（Erencan Yardımcı） | 中鋒             | 23               | 2024             | 布倫瑞克         | 25/26球季        |

### 離隊球員
1. 『*』為先租出一季或半季後售出。

| 號碼             | 國籍             | 球員                             | 位置             | 年齡             | 加盟年份         | 加盟球會         | 轉會費           |
| 2025年夏季轉會窗 | 2025年夏季轉會窗 | 2025年夏季轉會窗                 | 2025年夏季轉會窗 | 2025年夏季轉會窗 | 2025年夏季轉會窗 | 2025年夏季轉會窗 | 2025年夏季轉會窗 |
| ---------------- | ---------------- | -------------------------------- | ---------------- | ---------------- | ---------------- | ---------------- | ---------------- |
| 4                | 挪威             | （Leo Østigård）                 | 中后卫           | 25               | 2025             | 雷恩             | 租借歸還         |
| 7                | 德国             | （Tom Bischof）                  | 正中场           | 20               | 2021             | 拜仁慕尼黑       | 30萬歐元         |
| 16               | 德国             | （Anton Stach）                  | 防守中场         | 26               | 2023             | 列斯聯           | 2,000萬歐元      |
| 13               | 德国             | （Christopher Lenz）             | 左后卫           | 30               | 2024             | 杜塞尔多夫       | 自由轉會         |
| 32               | 丹麦             | 雅各布·布斯克（Jakob Busk）      | 門將             | 31               | 2025             | 桑德捷斯基       | 租借歸還         |
| 48               | 德国             | 喬舒亞·誇希爾（Joshua Quarshie） | 中后卫           | 21               | 2022             | 南安普顿         | 350萬歐元        |

## 著名球員
- 安德雷·克拉馬里奇（Andrej Kramarić）
- 馬蒂亞斯·雅伊斯勒（Matthias Jaissle）
- 羅拔圖•法明奴（Roberto Firmino）

## 註腳
1. ↑  来源：搜狐网. . 搜狐网>体育>正文. 2017年11月27日  [2017年11月27日]. （原始内容存档于2019年7月24日） （中文（简体））.
2. ↑  霍芬海姆两级跳 劳滕幸运保级[永久]
3. ↑  . FIFA官網.   [2009-02-04]. （原始内容存档于2012-03-30）.（英文）
4. ↑  . BBC News. 2009-01-30  [2009-02-04]. （原始内容存档于2020-02-04）.（英文）
5. ↑  . TSG 1899 Hoffenheim. 2011-07-22  [2014-04-22]. （原始内容存档于2014-03-03） （英语）.
6. ↑  .   [2024-05-18]. （原始内容存档于2024-05-23）.

## 外部連結
- 官方網站
- 賀芬咸1899體育會的新浪微博
- The Abseits Guide to German Soccer （页面存档备份，存于）